# 1946年の日本の女性史
本項目1946年の日本の女性史（1946ねんのにほんのじょせいし）では、1946年（昭和21年）の日本における女性に関するできごとを時系列的に挙げる。参考文献は日本の女性史年表を参照のこと。
本項目は歴史研究としての女性史ではなく、日本における女性に関するできごとをある体系に基づいて述べようとするものではない。

## 1月
- 1月5日 読売新聞、「アメリカ軍の婦人部隊が戦争勝利に偉大な寄与」と新聞報道、「アメリカの男女同権の前進」と評価。
- 1月13日 「女性研究会」第1回立会演説会、京都で、500数10名の婦人参加。社会党・進歩党・共産党・自由党から弁士、食糧問題解決のために各政党で統一戦線を、と参加婦人全員で要望。
- 1月15日 東京都の公娼制度廃止。吉原など5箇所の公娼指定地域から娼妓306名が自由の身に。希望者は接待婦の名で"商売"できるが、利益配分として半分以上を接待婦が取ることができる。
- 1月16日 「日本婦人協力会」解散。終戦後、厚生省の肝いりで組織化されたが、戦争責任者が多い旧大日本婦人会の幹部が同じく幹部であることに批判が。
- 1月17日 雑誌『婦人文庫』発刊。吉屋信子、山高しげりが責任者、壺井栄・佐多稲子・林芙美子らが企画・執筆。
- 1月21日 公娼制度廃止のGHQ覚書。
- 1月21日 女性地主が「食べる米が無いので小作米を出せ」と小作人を提訴、秋田県で。その小作人は供米（農家が割当に応じて国に供出する米）も出せていないのに地主が自分の保有米を取るのは横暴、と社会党県本部が間に入り、供米を完了した後に小作米を地主に納付することを条件に和解。
- 1月- 高良とみ、呉市助役に就任、しかし婦人に公民権がないため内務省不許可。「助役」の名は使わず「嘱託」等の名義で実質上は「助役」役割をしても良い、と内務省。
- 1月- 「主婦の店」鴻池新田西村（大阪）で開く、のち消費者生活協同組合となる。
- 1月- 雑誌『オール女性』創刊
- 1月- 雑誌『婦人朝日』再刊
- 1月- 四天王寺、寺院経営の育児・養老院の設備に戦災母子や孤児を収容。四天王寺病院にも戦災による病弱者や行路病者（行き倒れ）を収容・治療。5月には悲田院を再興し、戦災母子はじめ戦争被災者救援事業を拡張。

## 2月
- 2月2日 内務省、娼妓取締規則（1900年制定）等廃止。公娼制度廃止、結果として街娼増加。
- 2月2日- 三重師範学校で「家庭教育講習会」。
- 2月3日 関東地方労働組合協議会、婦人部会設置準備会。各組合婦人部からの報告に最低賃金を10倍に、生理休暇4日獲得など。2月7日 決議に基づき婦人部長長島しげ子らが芦田均厚生大臣を訪問、最低賃金150円（男子の1/3以下）の即時撤回を要望し、厚生大臣も善処する旨を約した。
- 2月11日-23日 GHQ婦人課長ウィード中尉（女性）、婦人参政問題指導のため全国行脚。福岡・名古屋・京都・大阪・神戸で、婦人参政について各方面婦人指導者等と会談。
- 2月19日 新日本婦人同盟、婦人の投票を容易にするための諸方策について政府に進言。
- 2月21日 文部省「昭和21年度大学入学者選抜要領」通達、女子及び専門学校卒業者の大学入学資格を認める。
- 2月25日 「北大阪母の会」結成。当時、学童達の間に広まった街頭賭博の中心「ハッタリ屋」を協力して一掃した地域の母親達の連絡会「天六母の会」の活動が契機となり、大阪市北部の小学校区を網羅、約2000人の母親が参加、教育相談、選挙の知識など政治教育、日用品の共同購入など幅広い活動を目指した。
- 2月28日 「秋田市女子教育同行会」結成。「女性解放と次代の日本における教育の重大性に鑑み」教育心理、社会情勢など多方面にわたる研究を深めようと、秋田市の女性教員200名。（昭和21年2月28日付け「秋田魁新報」より）
- 2月- 県立高等学校で初の女性校長、鹿児島県立川辺高等女学校校長に長船さん。
- 2月- 修験道根本道場大峰山、山頂霊地を女性に開放するかどうか討議したが、1000年余の伝統を守り、女人禁制を堅持。

## 3月
- 3月1日 遊廓が特殊喫茶として再開。この頃より、街娼婦の手先として浮浪児（戦災孤児）の客引き出現。
- 3月7日 婦選発足大会、大阪朝日会館で。
- 3月10日 GHQ、特殊慰安施設協会の閉鎖を通告。

廃止理由は非民主的という理由で「公的」売春を禁止したことにあったが、最大の理由は占領軍部隊の性病患者の急増に。占領軍のある部隊は兵員の70%が性病患者に、特殊慰安施設協会の女性の90%が性病患者に。
- 3月10日 GHQ、性病蔓延のため集団売春街に米兵の立入り禁止。
- 3月16日 婦人民主クラブ（婦民）再結成、東京神田で「民主婦人大会」、宮本百合子・加藤シヅエ・羽仁説子ら講演。
- 3月18日 警視庁、初めて女性警察官を採用、競争率8倍の狭き門。6月25日 大阪府も。9月10日 福岡・小倉両署でも50人。
- 3月19日 大阪で女学生の強盗団逮捕、17-18歳の5人組。路上で女学生相手に強盗を繰返し、映画見物などの遊びに使う。
- 3月22日 各党婦人候補者政見発表会、「新日本婦人同盟」主催、竹内茂代・加藤シヅエ・木内キャウ・久布白落実・福地文乃ら。
- 3月25日 全日本炭鉱労働組合九州支部、婦人坑内夫廃止運動開始。鉱山就業扶助規則で婦人・少年労働者の坑内入坑及び坑外深夜業は禁止されていたが実際には"戦時中特例"で行われていた。当時、坑内作業に従事の婦人約1万人。4月1日 婦人・子供炭鉱就労特例撤廃
- 3月27日 比叡山延暦寺での天台宗宗会で、初めて尼僧に被選挙権が認められる。
- 3月28日 炭鉱に就労する婦人の要求ほぼ通る、厚生省・石炭庁・全日本炭鉱労働組合の話合いで。

厚生省から地方長官等に通牒。内容は、失職する婦人労務者に優先的に就職を斡旋・失職後の生活援護は復員者、復員軍人同様に、援護費は迅速に支給・託児所の費用の一部を事業主が負担・産前産後60日、1箇月3日の生理休暇を完全有給休暇で・失職した婦人に社宅からの立退きを要求しない。
- 3月29日 松竹少女歌劇団、団員要求を貫徹。給料2倍・楽屋の設備改善・企画部への参加などの要求を会社に提出していたが、会社は要求を全面的に承認。
- 3月31日 「婦人解放大会」京都で、約600名参加、新日本婦人同盟等団体代表、職場代表、政党代表など講演。
- 3月- 山形県立楯岡高等女学校（現・山形県立楯岡高等学校）内紛、米二重受配など教師の不正疑惑に対し生徒が自治会を結成、教師に釈明を迫ってストライキ。
- 3月- GHQはアメリカ軍将兵に対し「風紀をみだす者は厳罰に」と訓命、3日間でアメリカ軍兵士43名を検挙、「日本婦人と腕を組んで歩いたり、人前で愛情を示すなどの行為をした」と。（昭和21年3月29日付け「読売報知新聞」より）
- 3月- このころ、街頭で客を引き売春する"夜の女"が東京・大阪・京都などの大都市中心に多くみられ、アメリカ軍憲兵協力の下で警視庁による大がかり・派手な検挙劇がしばしば。「目立って多いのは、戦災で家を焼かれ、肉親とも離れた娘たち」また「日本は負けたのだから、私達が好きなことをするのは勝手だという娘も」（昭和21年3月11日付け「東京朝日新聞」より）。
- 3月- 雑誌『新婦人』創刊
- 3月- 文部省、学校設置で暫定措置、官立学校増設はしないが、女子諸学校は無制限に新設・拡充・増募を認める。

## 4月
- 4月1日 三田庸子、初の婦人刑務所長に、和歌山刑務支所。
- 4月1日 「大夕張主婦会」結成。隠匿物資摘発闘争が契機、1947年にかけて各炭鉱に主婦会結成。
- 4月1日 「鎌倉大学校」開校。三枝博音・服部之総らが中心で開設、男女共学で自由な学問を目指した。鎌倉アカデミアとも呼ばれ、1950年まで続いた。
- 4月1日 映画スター李香蘭、日本人山口淑子として帰国。
- 4月1日 阪急、休校中の宝塚音楽舞踊学校を宝塚音楽学校と改称して再開。 4月22日 宝塚歌劇団、戦後第1回公演「カルメン」。
- 4月7日 沖縄ひめゆり部隊戦死現場に「ひめゆりの塔」建つ。
- 4月10日 日本女性初めての婦人参政権行使。衆議院議員総選挙で、最初の女子有権者約2,150万人、その67%（1,376万人）が当日投票に参加（男子投票率78%）。婦人立候補者83名、内39名（45%）が当選。党派別--日本自由党5、日本進歩党6、日本社会党7、日本共産党1、諸派9、無所属11。
- 4月23日 文部省、第1回婦人教育研究会、婦人団体の育成方策など研究。
- 4月23日 海外同胞救援連合会婦人部、在満州婦女子の救援会開催。
- 4月25日 婦人議員クラブ結成、竹内茂代・加藤シヅエら、食糧危機突破決議を行う。 8月22日 日本社会党所属婦人議員8人脱退で事実上解散。
- 4月26日 土浦高等女学校・小田原商工・綾瀬高等女学校の3校代表、メーデー参加の是非などで文部省次官と会見、座り込み。
- 4月27日 当選婦人代議士演説会、和崎ハル・加藤シヅエら出席。
- 4月- 綾瀬高等女学校（東京）、学校自主管理、校長・教頭を追放し、500名の全生徒と13名の全教員とで学校管理、校長一家の経営に不満で。 5月2日 校長辞任で収拾。
- 4月- 衆議院選挙で選出された婦人議員の内3名（民本党大阪選出、無所属京都選出、日本自由党福井選出）に学歴詐称が発覚。
- 4月- 東京帝国大学と京都帝国大学において女子に門戸が開かれ、東京帝国大学に19名、京都帝国大学に17名が合格。
- 4月- 土浦高等女学校民主化闘争、教職員により卒業式・入学試験など管理。
- 4月- 雑誌『女性公論』創刊。
- 4月- 大阪市、有給生理休暇を認める。 6月- 農林省も。

## 5月
- 5月1日 米よこせデモ、メーデー復活、参加50万人のうち女性8万人。
- 5月8日 GHQ、マッカーサー元帥への女性の投書3333通と発表、身寄りの復員に対する感謝状が多数という。
- 5月9日 GHQより告知。アメリカ軍人が売春街に入った場合、アメリカ軍憲兵を呼ぶこと。経営者が日本人でも同様。背けば日本人経営者でも厳罰に。
- 5月10日 女性代議士の学歴詐称問題をテーマに女性研究会・新日本婦人同盟が京都で座談会。学歴詐称を厳しく批判。
- 5月12日 石川県警察と芸妓・酌婦組合が折衝ののち合意。遊廓従業員の前借金は単なる金銭関係とし、年期制を廃止し歩合制とする。従業員は「買われた女」ではなく、出来高払いの自由労働者として扱う。5月末日までに実現目指す。
- 5月13日 新日本婦人同盟、当時の政局の不安定・混迷状態に当たり、真の民主主義内閣の樹立を求める声明。国民の生活は刻々と飢餓に瀕し苦しさにあえいでいる、と。
- 5月13日 勤労婦人の集い、京都で。勤労婦人連盟主催。「勤労文化の集い」第1部:講演、詩の朗読 第2部:演劇、合唱 。
- 5月19日 主婦の友社の旧幹部総退陣。戦争責任を自覚して社内機構の改革を目指す。
- 5月19日 京都で婦人大会。上京区仁和・南・北・西の各学区と川瀬町で連合、児童公園で。食糧の人民管理など危機突破策10箇条を決議。代表20名が「女は女の立場から」と知事官舎に知事夫人を訪問するが面会を拒否され、帰宅した知事に決議文を手交。
- 5月19日 大和 (百貨店)（金沢）の女子従業員、待遇改善要求。150数名で組合を結成。給料3倍上げ、生理休暇の実施、人事行政への参画など要求。
- 5月19日 飯米獲得人民大会（食糧メーデー）、30万人参加。赤ちゃんを背負った主婦たちも壇上から乳幼児への牛乳配給・学童給食・妊婦への栄養増配などを訴えた。
- 5月20日 「婦人開拓救援会」設立。かって開拓民の送出や花嫁の斡旋を行った旧・女子開拓同志会が中心。満州開拓民の婦女子を暖かく迎えるために努力。
- 5月21日 文部省、婦人団体のつくり方育て方（案）発表、第2回婦人教育研究会で。
- 5月22日 東京都立第3高等女学校で、食糧メーデーに教職員と共に1部の女生徒が参加したことに1部の父兄から疑問が出され議論、「新しい時代で望ましい・行き過ぎ」など賛否両論。
- 5月- 中央官庁で初の女性課長、厚生省婦人児童課長

## 6月
- 6月1日 GHQ発表、日本の看護婦、助産婦を養成する看護婦学校開校。
- 6月3日 京都女子専門学校（現・京都女子大学）、食糧難で休校。
- 6月5日 「日本主婦の会」結成、恩田和子・比嘉正子ら、食糧危機突破など討議。
- 6月9日 武蔵野母子寮の戦争"未亡人"らにより戦争犠牲者遺族同盟結成大会、戦争"未亡人"初の組織化、千数百人参加。
- 6月14日 名古屋鉄道労働組合、8時間労働・週休制・生理休暇獲得。
- 6月- 横浜で戦後初のファッションショー、占領軍将校夫人らによるもの、日本人は立入り禁止。

## 7月
- 7月7日 日本民主主義婦人大会開催、神近市子・平林たい子・深尾須磨子ら提唱、政党・労働組合婦人部・婦人団体などから500人参加。
- 7月24日 国鉄、婦人と年少従業員を対象に75,000人の解雇を通告。当時、国鉄で働く女子約10万人、「女子にとって適当でない職種に従事している者が多いので漸次男子に置き換える方針」と。解雇反対闘争おこる。
- 7月- 大阪で、子供の闇市への出入りを防ぐため「夏休みも学校を」という「母の会」の願いで、水曜日以外は授業を続行。

## 8月
- 8月20日 小平義雄事件。食糧買出し女性の連続強姦殺人犯の小平義雄逮捕。
- 8月- 婦人議員クラブ「乳幼児保育施設の整備拡充に関する建議案」提出、施設の普及・幼児保育の一元化など訴え。
- 8月 大阪・藤井寺球場で初のソフトボール講習会。10月 大阪府下の女子12チームで初の試合。

## 9月
- 9月13日 グンゼ製糸高知工場争議。

基本的人権の確立・工場寄宿舎の民主化・待遇改善など27項の要求を掲げ女子従業員中心にストライキ、9月16日 一旦は従業員側が勝利したが、高知軍政部の干渉もあり結局従業員側敗北。この年、製糸業界では大部分の工場に労働組合が生まれた。
- 9月27日 旧市町村制など改正、地方自治体の女性参政権が実現。
- 9月30日 東京都下ダンサー2500人の代表3人、東京都庁にダンサー税廃止を陳情。

## 10月
- 10月1日 「大学婦人協会」創立、会長藤田たき
- 10月1日 厚生省令第42号「死産の届出に関する規程」で、死産にも届出が必要となる。
- 10月19日 「民主保育連盟」創立、会長羽仁説子。保育所設置運動などに取り組む。

## 11月
- 11月1日 主食の配給が2合5勺（約450cc）、妊婦には5勺（約90cc）の増配。
- 11月2日 同志社女子専門学校（現・同志社女子大学）、新憲法発布を記念し学生の手による学友会改組宣言大会開催。
- 11月3日 京都府海外引揚者婦人連盟結成、母子寮・授産場の設置を要求。
- 11月4日 日本女子大学、大橋広学長就任問題で学生大会、学園民主化闘争に。
- 11月14日 警視庁、私娼の取り締まりのため集娼地域を指定し赤線で囲む。「赤線地帯」の始まり。
- 11月15日夕刻 池袋近くの路上で日映演（日本映画演劇労働組合）所属の婦人従業員2名が突然検束され、吉原病院（吉原遊廓にある）で強制検診される。以後、同様のことが、アメリカ兵を性病から守る為として、一般女性に対しても行われることが続いた。
- 11月13日 足尾銅山で女子労働者に家庭復帰通告。
- 11月30日 東京女子醫學專門學校（現・東京女子医科大学）、岩崎教授解職問題で教授団改革要求を提出。12月12日 クラス会で吉岡弥生校長不信任決議。
- 11月- 「女流画家協会」創立、三岸節子ら。

## 12月
- 12月7日 「婦選会館」竣工、12月8-9日 婦選運動展覧会
- 12月15日 「女性を守る会」結成、女性の日常身近に起る人権侵害に対して共同で闘おうと。労働組合婦人部・社会党、共産党各婦人部・婦人民主クラブなどが中心で、2,000名の婦人参加の抗議集会の後に結成。
- 12月- 婦人民生委員1万人余誕生。

生活保護法の実施（10月）により母子保護法など限定保護法はこれに吸収されたが、要保護者中最多数が母子世帯である実情から、婦人民生委員が要望された。

## この年
- この年の離婚、例年の2倍
- 文化服装学院・ドレスメーカー女学院再開、定員1000人に10倍近い申込み。
- 女子大学などへの入学志願者激増、昨年比で日本女子大学2-8倍、東京女子醫學專門學校7倍、東京女子大学2.5倍。
- 男性用ズボンを女性用の脇開きに改良したスラックスが流行。
- ヘアスタイルのパーマネント復活するが、電力不足で、客は美容院に炭を持参し炭火でかける。
- 女性の上着に肩パッド流行、アメリカ軍婦人士官の制服から。